# Pollenia pruinosa
Pollenia pruinosa är en tvåvingeart som först beskrevs av Macquart 1835.  Pollenia pruinosa ingår i släktet vindsflugor, och familjen spyflugor.
Artens utbredningsområde är Frankrike. Inga underarter finns listade i Catalogue of Life.